# Амонијум хлорид
Амонијум хлорид је неорганско хемијско једињење, које се убраја у најзначајније соли амонијака. Његова молекулска формула је NH4Cl. Настаје услед мешања хлороводоничне киселине и амонијака:
HCl + NH3 → NH4Cl
Други начин за добијање амонијум хлорида је:
(NH4)2SO4 + 2NaCl → 2NH4Cl + Na2SO4
Под нормалним условима амонијум хлорида представља бели прах или безбојно кристално чврсто тело. Веома се добро раствара у води (на собној температури 37 g на 100 g H2O). Уколико се подгреје до 335 °C сублимује делимичном дисоцијацијом на хлороводоник и амонијак. На температури преко 350 °C дисоцијација је стопроцентна.
Температура топљења му је 338 °C, а температура кључања 520 °C
Амонијум хлорид користи као електролит у батеријама. Користи се и као лек за кашаљ, састојак шампона, додатак сточној храни ...
Амонијум хлорид је најстарија позната со амонијака.
Његова молекулска маса је 53.4913 u